# Xã Colebrook, Quận Clinton, Pennsylvania
Xã Colebrook (tiếng Anh: Colebrook Township) là một xã thuộc quận Clinton, tiểu bang Pennsylvania, Hoa Kỳ. Năm 2010, dân số của xã này là 199 người.